# Kiepehof

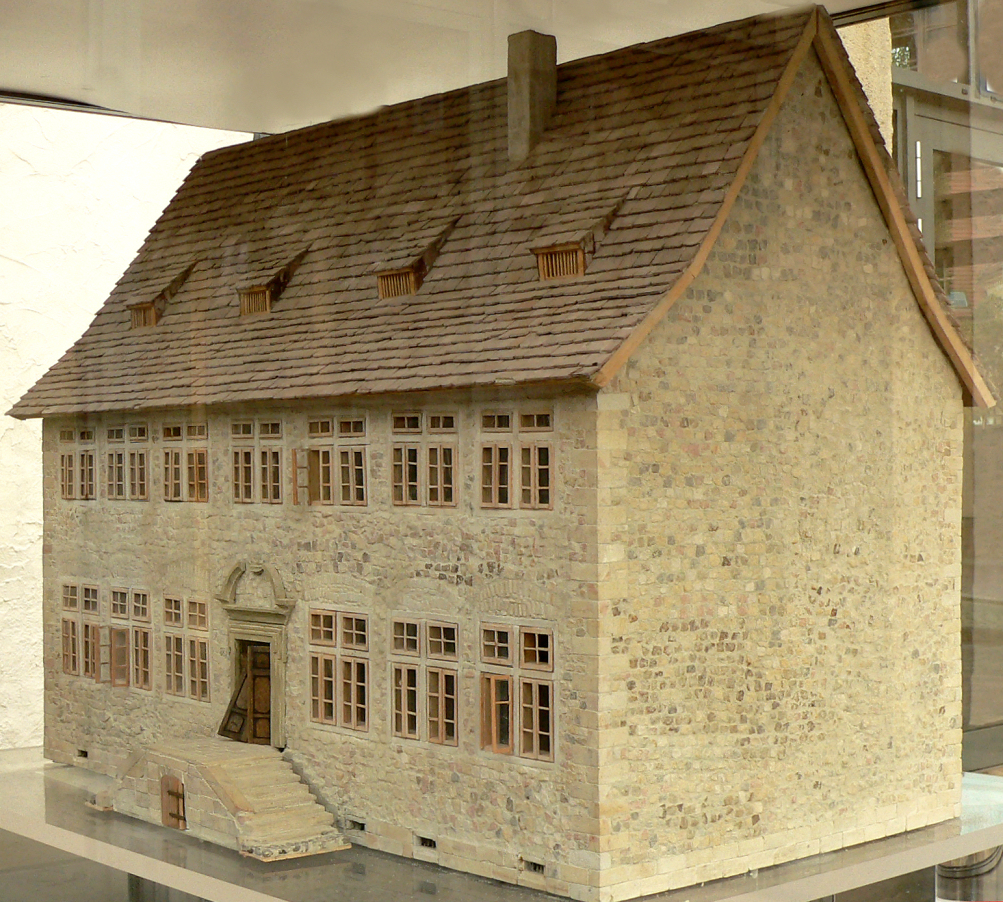
Der Kiepehof als Modell

Der Kiepehof war ein repräsentatives Wohnhaus in der Altstadt von Hameln in Niedersachsen. Es wurde 1646 von Justus von Kiepe, Kanzler des Fürstentums Calenberg in Hannover, erbaut und im Jahr 1971 abgerissen.

## Beschreibung
Das Bauwerk war ein traufenständiges steinernes Wohngebäude, ähnlich dem gegenüberliegenden Redenhof. Das mehrgeschossige Gebäude hatte massive Außenwände aus Bruchsteinen und Einfassungen aus Sandstein an den Hausecken sowie an den Fenster- und Türöffnungen. Es verfügte über eine doppelseitige Freitreppe mit einem im 18. Jahrhundert eingerichteten barocken Portal. Das Grundstück grenzte an die Stadtmauer und lag am südöstlichen Stadtrand innerhalb der Stadtbefestigung von Hameln; es verfügte über einen großen Garten.

## Geschichte

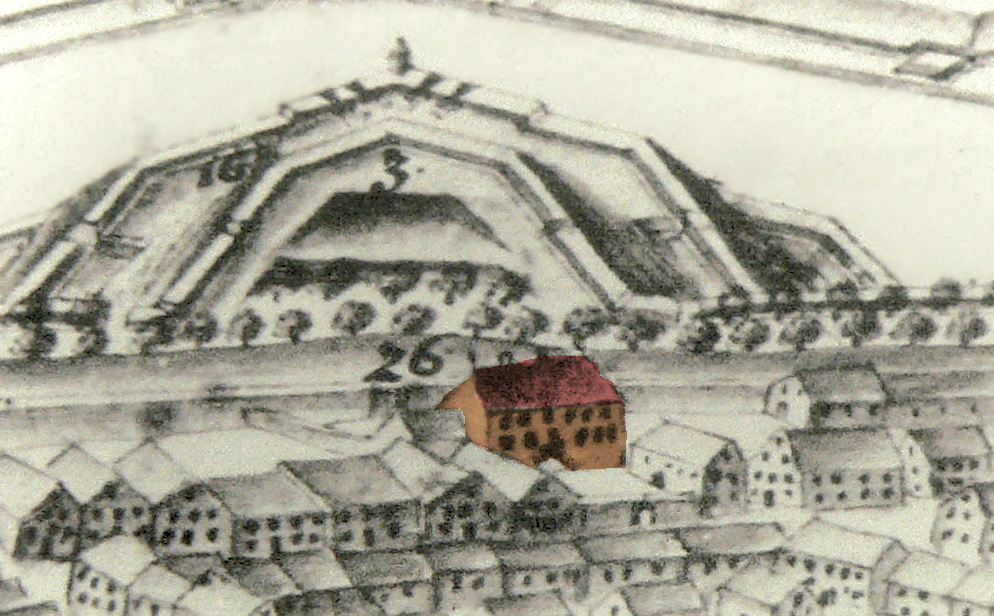
Älteste Darstellung des Kiepehofs im Jahr 1741, nachträglich koloriert

Nach dem Tod des Erbauers Justus von Kiepe 1664 blieb der Kiepehof bis 1825 im Familienbesitz. Er galt lange Zeit als das vornehmste Wohnhaus in Hameln. Während des Siebenjährigen Krieges logierte sich der französische Gouverneur Duc de Souvré darin ein. Bei einem Besuch von Hameln durch Herzog Ferdinand von Braunschweig im Jahr 1760 brachte die Stadt ihn im Kiepehof unter.
Nach 1825 erwarb der jüdische Kornhändler und Bankier Wolf Silberschmidt den Kiepehof und ließ ihn zu einem Kornmagazin umfunktionieren. Dazu wurden die beiden hohen Wohngeschosse in drei niedrige Geschosse umgestaltet und die großflächigen Fenster zugemauert. Zur Belüftung wurden kleine Lüftungsöffnungen in die Fassade gebrochen und der Dachraum mit einer durchgehenden Schleppluke versehen. Der Umbau verschandelte das repräsentative Gebäude stark. Im 19. Jahrhundert erwarb die Stadt Hameln den Kiepehof, die ihn als Lagerraum verwendete. 
1936 wurde zwischen dem Kiepehof und dem Redenhof ein neues Feuerwehrhaus fertiggestellt. In den 1940er Jahren gab es Pläne, den Kiepehof als Wagenschuppen der Feuerwehr zu nutzen. Dagegen legten der Hamelner Stadtbaurat und die obere Denkmalschutzbehörde Einspruch ein. Sie hielten den Kiepehof für ein Gebäude von außerordentlich hohem architektonischem Wert. Pläne zu einer Restaurierung kamen aufgrund des Zweiten Weltkriegs nicht zur Umsetzung. Danach wurde das Gebäude im Erdgeschoss von der Feuerwehr und im Obergeschoss von einem Gewerbebetrieb genutzt. Der 1947 vom Hamelner Stadtbaurat gemachte Vorschlag, den Kiepehof zu sanieren und darin einen repräsentativen Saal für Ratssitzungen und kulturelle Zwecke einzurichten, kam nicht zur Umsetzung. 1964 beschloss der Rat der Stadt Hameln den Abbruch des Kiepehofes, da er sein ursprüngliches Erscheinungsbild als städtischer Adelshof verloren hatte und nicht mehr brauchbar war. Fachleuten zufolge war das Mauerwerk trotz der zahlreichen Eingriffe tragfähig geblieben. 1971 wurde der Kiepehof trotz der Proteste durch Hamelner Bürger abgerissen, um eine Fahrzeughalle für die Feuerwehr zu errichten. 2007 verließ die Feuerwehr den Standort; in dem Bereich entstand später ein Wohnquartier. Dafür wurde die Fahrzeughalle der Feuerwehr, für die im Jahr 1971 der Abriss des Kiepehofs erfolgte, nach etwa 40-jährigem Bestehen abgerissen.
Einziges Überbleibsel des Kiepehofs sind die beiden steinernen Wappen von Justus von Kiepe und Beate von Kampe, die sich früher an den Torpfeilern des Grundstücks befanden und heute über einer Toreinfahrt, unweit des früheren Gebäudestandortes aufgehängt sind. Seit 2011 gibt es ein Modell des Gebäudes, das in einer Vitrine vor dem Feuerwehrhaus aufgestellt ist.

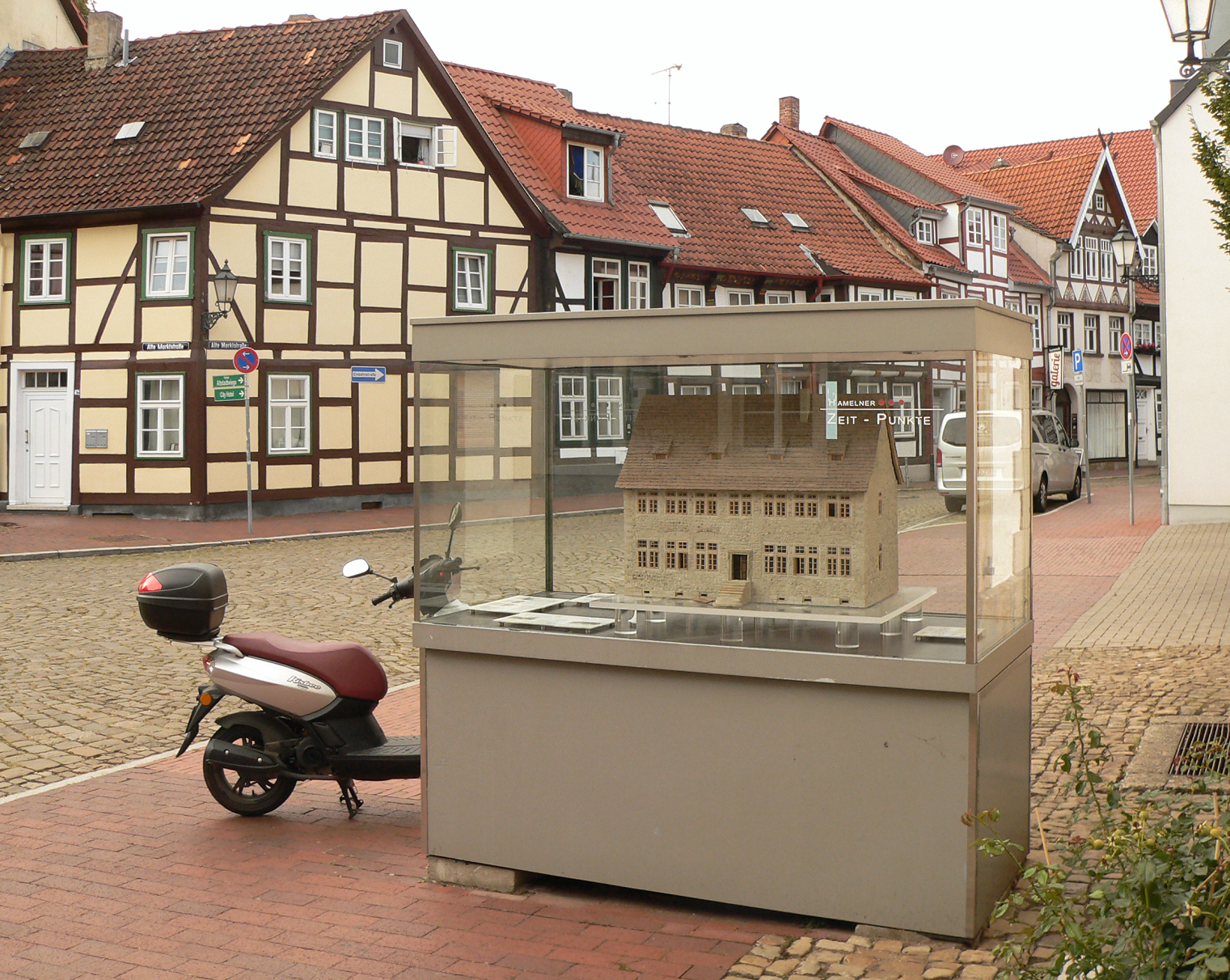
Vitrine mit einem Modell des Kiepehofs
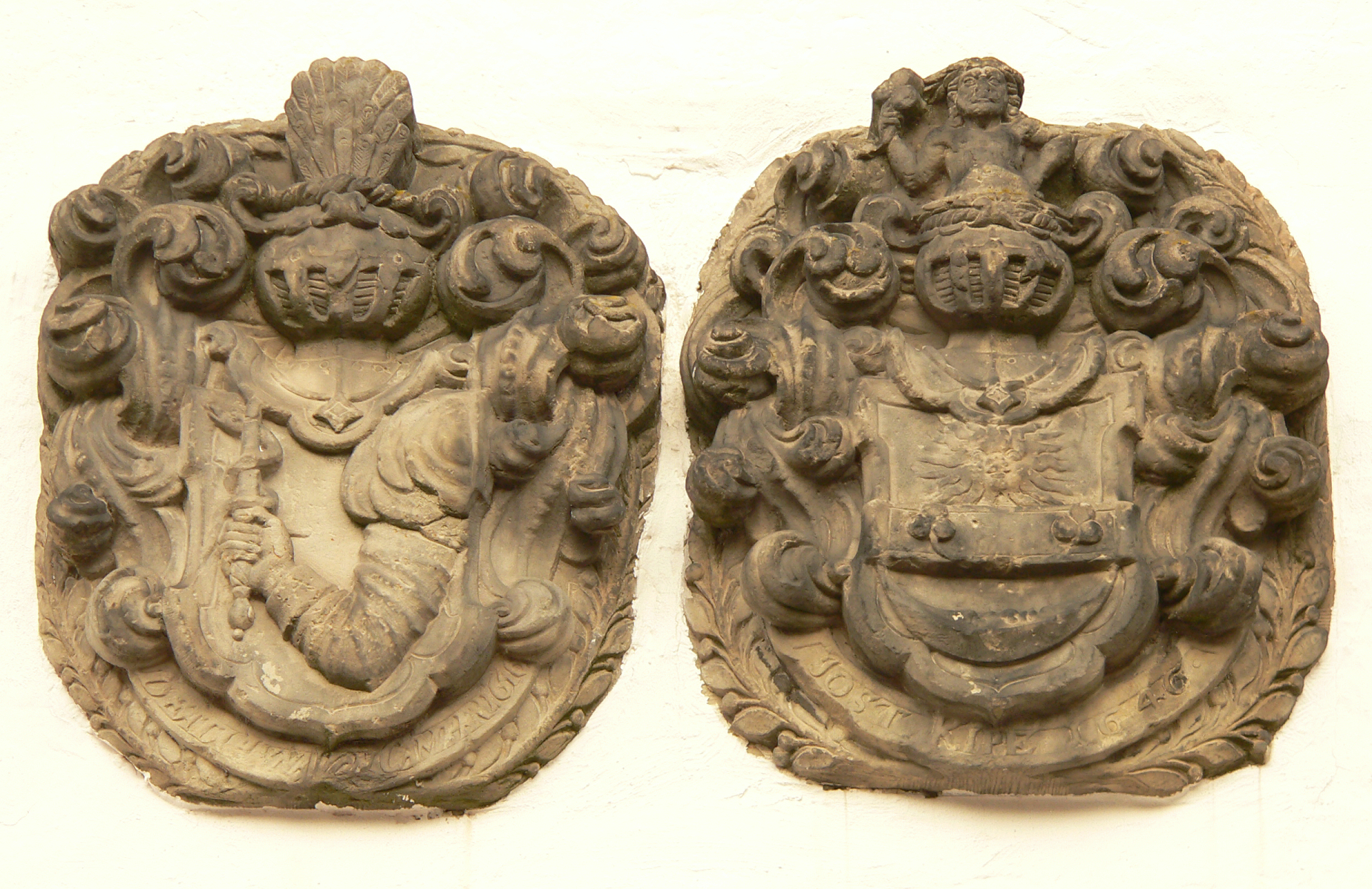
Wappensteine von Beate von Kampe (links) und Justus von Kiepe (rechts)
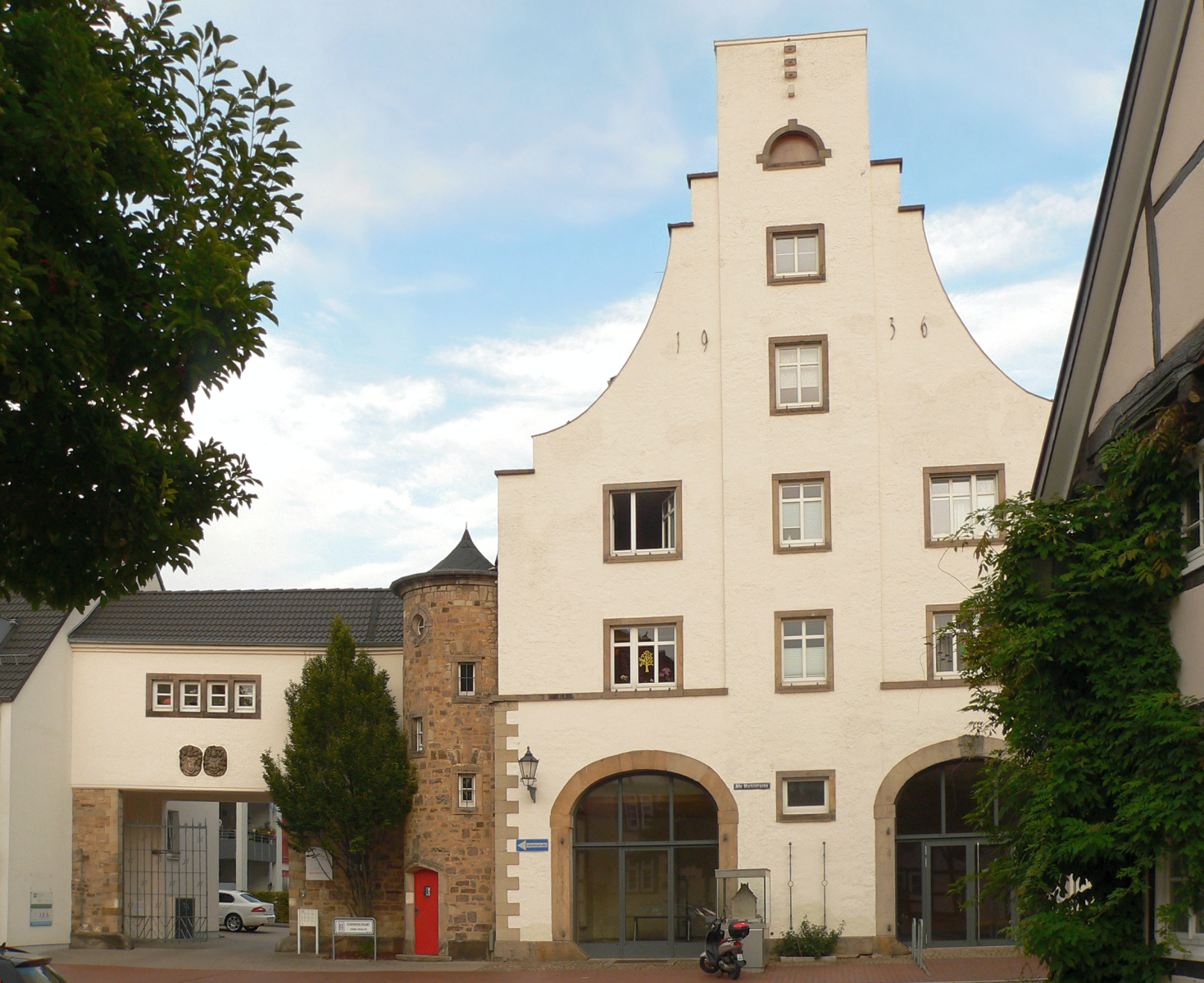
Standort des Kiepehofs hinter dem Torbogen mit den beiden Wappensteinen, rechts das Feuerwehrhaus